# Spielbankenaffäre (Bayern)
Als Spielbankenaffäre werden die politischen Ereignisse in Bayern zwischen 1955 und 1962 nach der Erteilung von Konzessionen für Spielbanken an Privatpersonen bezeichnet.

## Regierungszeit des Kabinetts Hoegner (SPD)
Von 1954 bis 1957 war Wilhelm Hoegner ein zweites Mal bayerischer Ministerpräsident und stützte sich auf eine parlamentarische Mehrheit im Rahmen einer Viererkoalition, der auch die Bayernpartei (BP) angehörte. Die fünfte im Bayerischen Landtag vertretene Partei war die Christlich-Soziale Union in Bayern (CSU). Sie stellte zwar die stärkste Fraktion, befand sich aber in der Opposition.
Am 21. April 1955 hatte der Landtag auf Betreiben der BP die Konzessionsvergabe an Privatleute zum Betrieb von Spielbanken gebilligt. Daraufhin eröffneten Kasinos in Bad Kissingen, Bad Reichenhall und Garmisch-Partenkirchen ihren Spielbetrieb, 1957 kam die Spielbank in Bad Wiessee hinzu. Bald danach kamen Gerüchte auf, dass es bei den Lizenzvergaben nicht mit rechten Dingen zugegangen und Geld von Spielbank-Interessenten an Politiker geflossen sei. 
Nach einem Artikel in der Münchner Abendzeitung sollte ein Ermittlungsausschuss Bestechungsvorwürfe im Zusammenhang mit der Konzession an Simon Gembicki für die Bad Kissinger Spielbank klären. 
Als Vorsitzender des 1955/56 tagenden Untersuchungsausschusses zur Aufklärung der Vorgänge, an denen hohe Regierungsmitglieder der Viererkoalition wie Innenminister August Geislhöringer (BP) und der stellvertretende Ministerpräsident Joseph Baumgartner (BP) beteiligt waren, fungierte Alois Hundhammer (CSU). Der Untersuchungsausschuss wurde nicht fündig. Die Staatsregierung betonte die Erkenntnis, der politisch verantwortliche Minister habe sich nichts zuschulden kommen lassen und stellte erfolgreich Strafanträge wegen Verleumdung.
Monate später zeigte sich, wie folgenschwer Baumgartners und Geislhöringers Aussagen in den Vernehmungen waren. Rudolf Hanauer (CSU) wusste, dass Baumgartner mit dem Konzessionär Karl Freisehner (1903–1967), gelernter Metzger aus Gmünd in Österreich, lange vor dem Spielbankenthema gesellschaftliche und familiäre Kontakte hatte. Der Ausschussvorsitzende Hundhammer war über Auskünfte des Verfassungsschutzes an Geislhöringer über die Person des Bewerbers Gembicki im Bilde. Spitzfindige Fragen im Untersuchungsausschuss verneinten jeweils beide BP-Politiker und beeideten ihre Aussagen.
Der CSU gelang es in der Folgezeit mit Intrigen, die Bayernpartei aus der Viererkoalition herauszulösen. Wegen der Lizenzvergabe lastete auf der Bayernpartei der Ruf der Bestechlichkeit, und der Skandal um die bayerischen Spielbanken brachte die Koalition in moralischen Verruf.
Am 8. Oktober 1957 trat Ministerpräsident Hoegner mit seinem Kabinett zurück, acht Tage später wurde Hanns Seidel (CSU) sein Nachfolger an der Spitze einer Koalitionsregierung von CSU, FDP und GB/BHE. SPD und Bayernpartei gingen in die Opposition.

## Regierungszeit des Kabinetts Seidel (CSU)
Unter veränderten politischen Vorzeichen wurden die genehmigten Konzessionen nun wieder zum Thema. Die Landtagswahlen vom 23. November 1958 hatten der CSU einen klaren Stimmenzuwachs und den kleineren Parteien Verluste beschert.
1959 erstattete Karl Freisehner im heimlichen Einvernehmen mit der CSU eine Selbstanzeige wegen Bestechung. Im Nachhinein kamen hierbei ungewöhnliche Umstände ans Tageslicht. Der Kaufmann, Metzger, Taxichauffeur und Roulette-Teilhaber Freisehner bot dem damaligen CSU-Generalsekretär Friedrich Zimmermann Beweise für Schmiergeldzahlungen an die Bayernpartei-Minister an. Für sein Entgegenkommen hoffte er auf weitere Spielbankkonzessionen. Die schriftliche Selbstanzeige Freisehners verwahrte CSU-Mitbegründer Josef Müller über mehrere Monate hinweg. Nach Anordnung einer Fusion der Spielbankgesellschaften von Bad Wiessee und Garmisch-Partenkirchen wurde die Interessentengruppe um Freisehner für ihre Gesellschaftsanteile abgefunden. Als Freisehner seine letzte Rate erhalten hatte, tauchte die Selbstanzeige bei der Staatsanwaltschaft auf. Die vorgelegten Quittungsbelege für die angebliche Bestechung wurden von Schriftsachverständigen als „mit höchster Wahrscheinlichkeit gefälscht“ bewertet, vom Gericht jedoch später für echt gehalten.

## Das Gerichtsverfahren 1959
In das Verfahren vor dem Landgericht München I wurden mit Joseph Baumgartner und August Geislhöringer beim Wahlvolk angesehene und führungsstarke Galionsfiguren der Bayernpartei verstrickt. Dabei kamen die 1955/56 vor dem Ermittlungsausschuss gemachten und beeideten Aussagen erneut zur Sprache.
Es stellte sich heraus, dass an Baumgartner zwischen dem 11. Juli 1953 und dem 2. November 1954 2.900 DM gezahlt worden waren und dass er bis 1955 mit Freisehner befreundet war. Geislhöringer hatte ausgesagt, keine ungünstigen Informationen über Gembicki gekannt zu haben; ihm war jedoch bekannt, dass Gembicki, ein Jude, wegen seiner Flucht aus Deutschland 1938 verurteilt worden war. Max Klotz, ehemals stellvertretender Fraktionsvorsitzender der Bayernpartei im Landtag, wurde auf Grund von Freisehners Quittungen vorgeworfen, dass er insgesamt 24.000 DM von Freisehner erhalten hatte. Die Aussage des früheren CSU-Landtagsabgeordneten Franz Michel, keine Briefe mit Konzessionsbewerber Gustavus gewechselt zu haben, konnte durch Vorlage der Briefe widerlegt werden.

## Die Urteile
Am 8. August 1959 verurteilte das Gericht mehrere Angeklagte wegen Meineids. Die Strafe für den früheren Chef der Bayernpartei, Joseph Baumgartner, lautete auf zwei Jahre Zuchthaus, die Zuchthausstrafe für Max Klotz belief sich auf zwei Jahre und neun Monate. Ex-Innenminister Geislhöringer wurde wegen Meineids vor dem Landtagsausschuss zu 15 Monaten Gefängnis verurteilt, vom Vorwurf der Bestechlichkeit wurde er freigesprochen. Franz Michel bekam zwei Jahre Zuchthaus. Karl Freisehner erhielt wegen Meineids 22 Monate Gefängnis. Die Süddeutsche Zeitung titelte am 10. August 1959: „Drakonische Strafen im Spielbank-Prozeß“. Selbst der ehemalige CSU-Ministerpräsident und CSU-Justizminister Hans Ehard nennt diesen Richterspruch später „ein barbarisches Urteil“. Denn: „Man hat die beiden Politiker im Untersuchungsausschuss in Nebensächlichkeiten drauf losschwören lassen. Es ist doch vergleichsweise ganz wurscht ob einer gelbe Stiefel angehabt hat oder rote.“
Der in der Spielbankenaffäre ebenfalls angeklagte CSU-Generalsekretär Friedrich Zimmermann wurde in einem anschließenden Verfahren 1960 wegen fahrlässigen Falscheides zu einer – im Verhältnis zu den Urteilen gegen die Bayernpartei-Funktionäre – vergleichsweise milden viermonatigen Freiheitsstrafe verurteilt. Er hatte bestritten, außer mit Freisehner auch mit einem anderen Konzessionär Kontakte gehabt zu haben, was widerlegt wurde. Ein weiteres Gericht hob aufgrund eines ärztlichen Attestes seine Strafe später auf, hielt aber in seiner Gesamtwürdigung allerdings ausdrücklich folgendes fest: „Es kann keine Rede davon sein, dass die Unschuld des Angeklagten erwiesen wäre.“ Laut dem Attest hatte er am Tage seiner unglaubwürdigen Aussage eine ihn beeinträchtigende Blutunterzuckerung und sei infolge einer Überfunktion der Schilddrüse geistig vermindert leistungsfähig gewesen. Zum Gutachter bemerkte Zimmermann laut Spiegel selbst: „Der ist von meiner Verteidigung benannt worden, den hab’ ich zum ersten mal im Gerichtssaal gesehen.“ Zimmermann erhielt deswegen den Spitznamen „Old Schwurhand“, der ihn zeitlebens verfolgte.
Der Bundesgerichtshof hob nach einem halben Jahr die Meineidsurteile gegen die Regierungsmitglieder im Strafmaß auf und verlangte eine neue Verhandlung. Rechtskräftig blieb das Urteil gegen Karl Freisehner.

## Nachwirkungen
Die Hintergründe der Spielbankenaffäre gelten auch heute als nicht völlig geklärt und Zweifel blieben. Durch den Tod Geislhöringers konnte ein Wiederaufnahmeverfahren nicht abgeschlossen werden. Politische Beobachter sahen in dem arrangierten Skandal einen Machtkampf zwischen CSU und Bayernpartei. 
Am 11. August 1960 beschloss der bayerische Ministerrat, keine weiteren Spielbanken in Bayern zuzulassen und die bisher erteilten, 1965 auslaufenden Konzessionen nicht zu verlängern. Im Februar 1961 beschloss der bayerische Landtag mit CSU-Mehrheit, die Spielbanken wieder zu schließen. Dieser Beschluss wurde aber nie vollzogen, und vier Jahre später verstaatlichte der Freistaat die Spielkasinos. Die privaten Konzessionäre und Gesellschafter waren 1961 ausbezahlt worden.